# Supply chain operations reference
Supply Chain Operations Reference Model (SCOR) is een referentiekader voor het efficiënt analyseren en meten van logistieke ketens.
Het Scor-model is een geüniformeerd model voor procesbeschrijving. Vijf processen staan centraal: inkoop, productie, distributie, planning en retouren. Het model bevat drie niveaus van procesdetaillering. Op het eerste niveau stellen gebruikers van het model de key performance indicatoren (kpi’s) vast. Met een scorecard wordt een analyse gemaakt waar het bedrijf staat tegenover de concurrentie. Op niveau twee brengen bedrijven zowel geografisch als met een zogenoemd thread diagram de huidige situatie in beeld, en daarna de situatie waar het naartoe wil. Niveau drie is een gedetailleerde vorm van niveau twee.
Wereldwijd ondersteunen zo’n 750 bedrijven het Supply Chain Operations Reference (Scor)-model van de Supply Chain Council (SCC). Het zijn vooral Amerikaanse bedrijven die veel ervaring met SCOR hebben.